# Сердечник извилистый

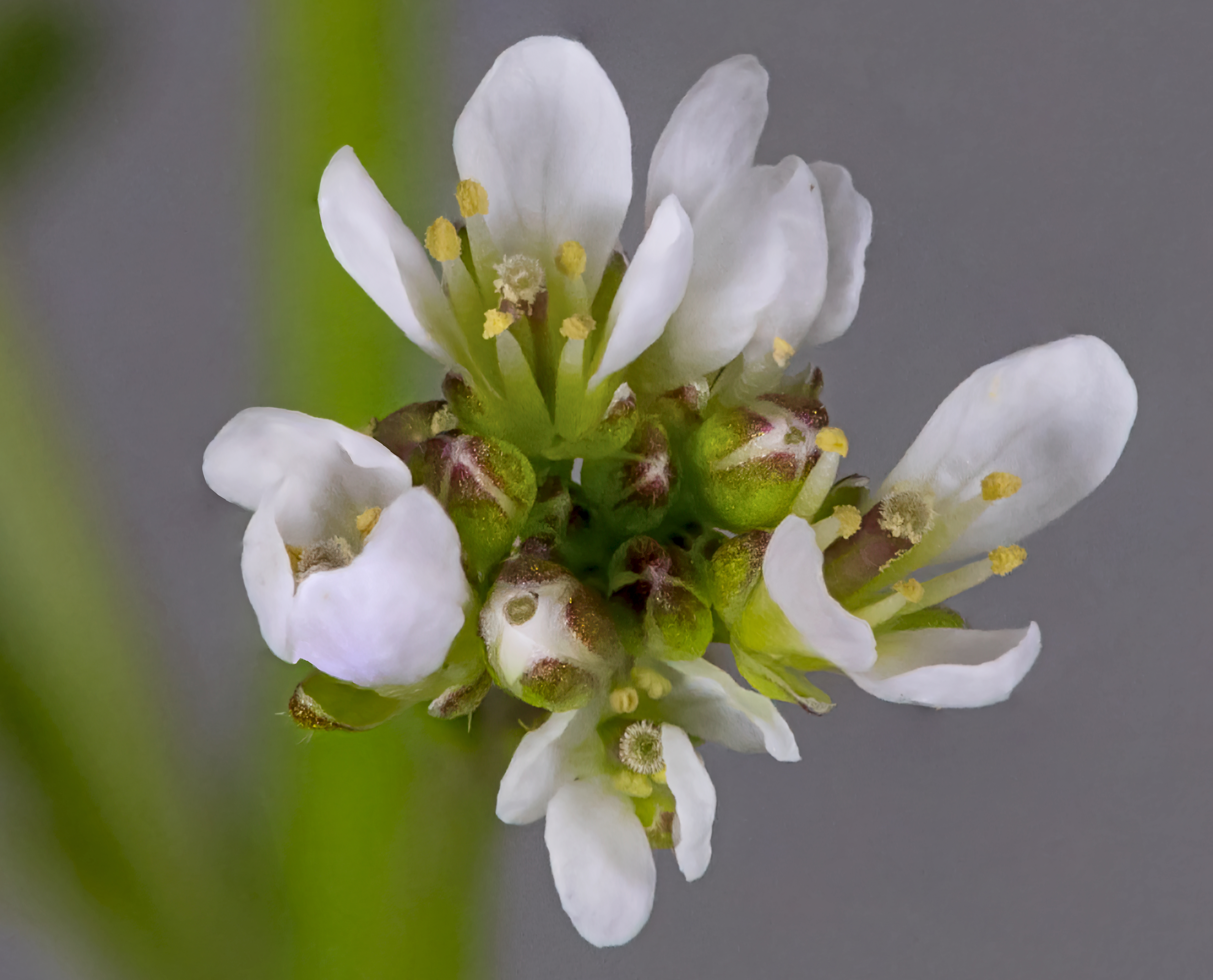
соцветие

Сердечник извилистый (лат. Cardamine flexuosa) — вид травянистых растений семейства Капустные (Brassicaceae); могут быть как однолетними и двулетними, так и многолетними.

## Описание
Маленькое цветковое растение, высота — не более 30 см; обычно многолетнее, имеет несколько коротких стеблей. Листья перистые, каждый имеет около 5 пар меньших листьев. Цветки мелкие, белого цвета; диаметр — от 3 до 4 мм, 6 тычинок. Плоды обычно не возвышаются над листьями (отличает вид от Cardamine hirsuta).

## Ареал
Распространен на Британских Островах и континентальной Европе.
В основном обитает в лесистой местности, в сырых тенистых местах.

## Применение
В Манипуре, штате в Северо-Восточной Индии, часто используется как гарнир к блюду эромба.

## Классификация

### Таксономия[7]
Cardamine flexuosa With., 1796, Arr. Brit. Pl., ed. 3. iii. 578
Вид Сердечник извилистый относится к роду Сердечник семейства Капустные (Brassicaceae) порядка Капустоцветные (Brassicales). Кладограмма в соответствии с Системой APG IV по состоянию на июнь 2023 года:
|  |                                      |  |                                   |                                   |                     |  | ещё 16 семейств | ещё 16 семейств |                      |  |  |  | еще 252 подтвержденных вида и 55 видов, ожидающих подтверждения |
|  |                                      |  |                                   |                                   |                     |  | ещё 16 семейств | ещё 16 семейств |                      |  |  |  | еще 252 подтвержденных вида и 55 видов, ожидающих подтверждения |
|  |                                      |  |                                   | порядок Капустоцветные            |                     |  |                 |                 | род Сердечник        |  |  |  |                                                                 |
|  |                                      |  |                                   | порядок Капустоцветные            |                     |  |                 |                 | род Сердечник        |  |  |  |                                                                 |
|  | отдел Цветковые, или Покрытосеменные |  |                                   |                                   | семейство Капустные |  |                 |                 | Сердечник извилистый |  |  |  |                                                                 |
|  | отдел Цветковые, или Покрытосеменные |  |                                   |                                   | семейство Капустные |  |                 |                 |                      |  |  |  |                                                                 |
|  |                                      |  | ещё 63 порядка цветковых растений | ещё 63 порядка цветковых растений |                     |  |                 | ещё 354 рода    | ещё 354 рода         |  |  |  |                                                                 |
|  |                                      |  |                                   | ещё 63 порядка цветковых растений |                     |  |                 |                 | ещё 354 рода         |  |  |  |                                                                 |

### Синонимы
- Cardamine debilis  D.Don
- Cardamine drymeja  Schur
- Cardamine duraniensis  Revel  ex  Des Moul.
- Cardamine fallax var. glabra Nakai
- Cardamine flexuosa f. heterophylla Matsum.
- Cardamine flexuosa f. pusilla (Schur)  O.E.Schulz
- Cardamine flexuosa f. umbrosa Gren.  &  Godr.
- Cardamine flexuosa var. bracteata O.E.Schulz
- Cardamine flexuosa var. flexuosa –
- Cardamine flexuosa var. gracilipes O.E.Schulz  ex  O.C.Schmidt
- Cardamine flexuosa var. haleakalensis O.E.Schulz
- Cardamine flexuosa var. interrupta Čelak.
- Cardamine flexuosa var. ovatifolia T.Y.Cheo  &  R.C.Fang
- Cardamine flexuosa var. petiolulata O.E.Schulz
- Cardamine hirsuta f. rigida Rouy  &  Foucaud
- Cardamine hirsuta subsp. flexuosa (With.)  F.B.Forbes  &  Hemsl.
- Cardamine hirsuta subsp. flexuosa (With.)  Hook.f.
- Cardamine hirsuta subsp. sylvatica (Link)  Syme
- Cardamine hirsuta var. flaccida Franch.
- Cardamine hirsuta var. flexuosa (With.)  Hook.f.  &  T.Anderson
- Cardamine hirsuta var. omeiensis T.Y.Cheo  &  R.C.Fang
- Cardamine hirsuta var. sylvatica (Link)  Hook.  &  Arn.
- Cardamine konaensis  St.John
- Cardamine muscosa  Vahl  ex  DC.
- Cardamine pusilla  Schur
- Cardamine scutata subsp. flexuosa (Withering)  H.Hara
- Cardamine setigera  Tausch
- Cardamine sylvatica  Link